# Paray-le-Monial
Paray-le-Monial là một xã trong tỉnh Saône-et-Loire, thuộc vùng Bourgogne-Franche-Comté của nước Pháp, có dân số là 9.191 người (thời điểm 1999).

## Nhân khẩu học
| 1962  | 1968   | 1975   | 1982   | 1990  | 1999  |
| ----- | ------ | ------ | ------ | ----- | ----- |
| 9 557 | 10 716 | 11 545 | 10 639 | 9 859 | 9 191 |

## Các thành phố kết nghĩa
- Bad Dürkheim, Đức
- Payerne, Thụy Sĩ
- Wells, Vương quốc Anh